# C. Owen Lovejoy
Claude Owen Lovejoy (* 11. Februar 1943 in Paducah, Kentucky) ist ein US-amerikanischer Paläoanthropologe und Professor am Institut für Anthropologie der Kent State University in Kent, US-Bundesstaat Ohio.
Als Experte für Funktionelle Morphologie erforscht er unter anderem die Biomechanik des zweibeinigen, aufrechten Ganges (Bipedie) der frühen Vorfahren und Verwandten des anatomisch modernen Menschen, mit dem Ziel, die Stammesgeschichte des Menschen zu rekonstruieren; sein bereits 1981 verfasster Fachbeitrag The Origin of Man gehört zu den am meisten zitierten Publikationen auf diesen Gebiet. In Fachkreisen bekannt wurde Lovejoy ferner durch seine anatomischen Analysen zur Fortbewegung von Australopithecus afarensis und durch seine Beteiligung an der Erforschung von Ardipithecus ramidus.

## Leben und Forschung
Owen Lovejoy studierte zunächst Psychologie an der Western Reserve University in Cleveland, Ohio, wo er 1965 den Bachelor-Abschluss erwarb. Danach wechselte er an das damals noch selbständige Case Institute of Technology in Cleveland und erwarb dort 1967 den Magister-Grad im Fach Anthropologie. Nach einem Wechsel an die University of Massachusetts erwarb er 1970 auch den Doktor-Grad im Fach Anthropologie. In den folgenden Jahren forschte und lehrte er an der Kent State University in Ohio und wurde schließlich 2007 zum Direktor des neu gegründeten Matthew Ferrini Institute For Human Evolutionary Research berufen. Lovejoy ist ferner wissenschaftlicher Mitarbeiter am Cleveland Museum of Natural History.
Owen Lovejoy war Hauptautor von fünf Fachpublikationen über Ardipithecus ramidus, darunter die zusammenfassende Übersichtsarbeit zur Stammesgeschichte dieser Art, die am 2. Oktober 2009 in einer Spezialausgabe der Fachzeitschrift Science erschienen sind, und er war Co-Autor von drei weiteren Fachartikeln in dieser Spezialausgabe.
1999 war er Co-Autor der Erstbeschreibung von Australopithecus garhi, und bereits 1976 hatte er gemeinsam mit Donald Johanson anhand eines Kniegelenks von Australopithecus afarensis nachgewiesen, dass die Individuen dieser Art aufrecht gehen konnten.
In seiner Publikation von 1981, The Origin of Man, stellte Lovejoy eine in Fachkreisen weithin beachtete Übersicht über Kriterien vor, die den anatomisch modernen Menschen (Homo sapiens) von den anderen Arten der Menschenaffen unterscheiden: der aufrechte Gang, ein großer Neocortex (ein Bereich der Großhirnrinde), verkleinerte Schneidezähne und Eckzähne, ein einzigartiges sexuelles und reproduktives Verhalten sowie materielle Kultur.

## Ehrungen
- Seit 1974 ist Owen Lovejoy Mitglied von Sigma Xi.
- 2001 wurde er in die American Association for the Advancement of Science gewählt.
- Seit 2007 ist er Mitglied der National Academy of Sciences.
- Seit 2010 gehört er zum editorial board der Fachzeitschrift Proceedings of the National Academy of Sciences.
- 2014 wurde er Mitglied der American Academy of Arts and Sciences.